# Kvarteret Bajonetten, Stockholm

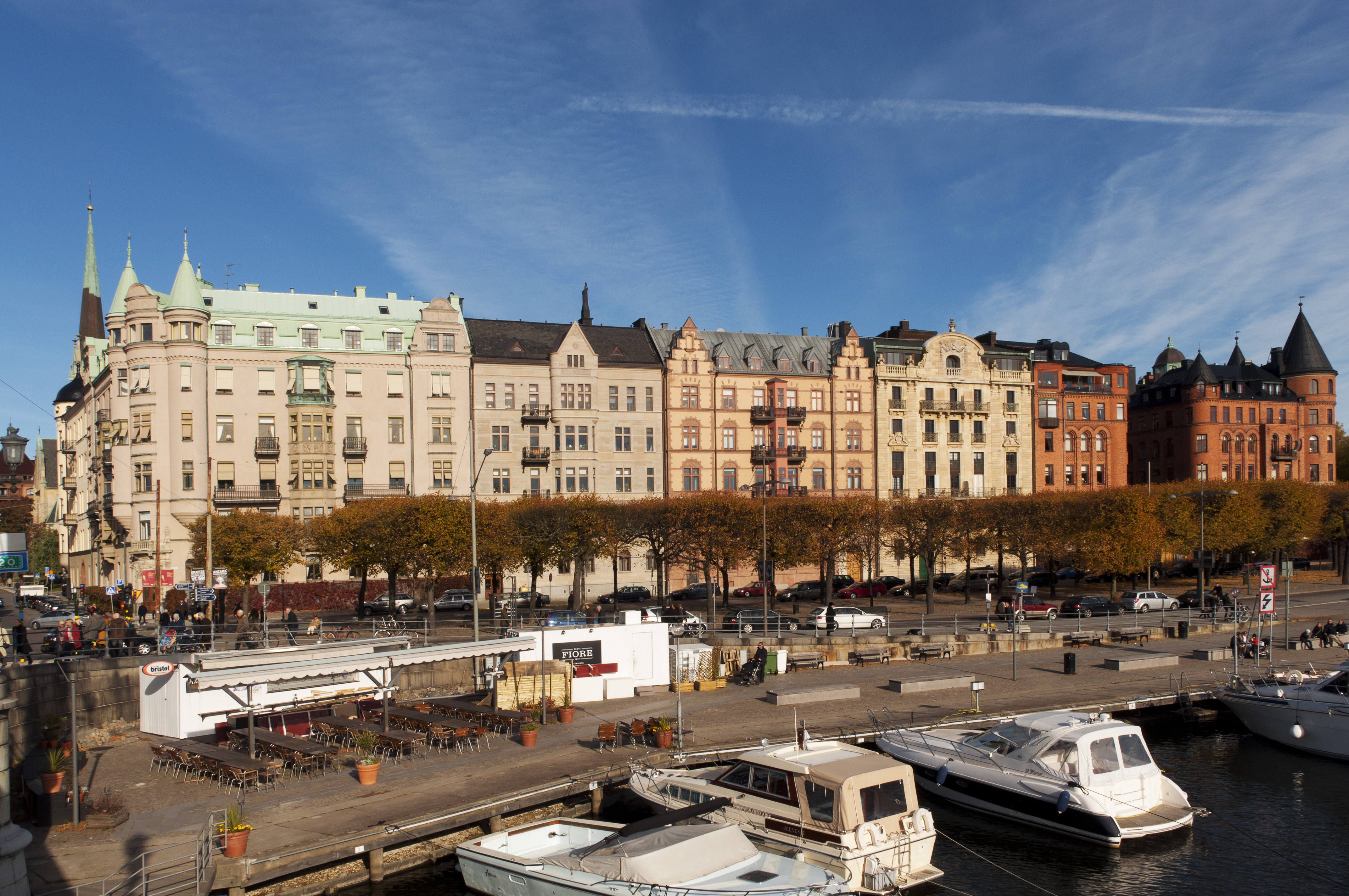
Kvarteret Bajonetten, Strandvägen 49–57 sett från Djurgårdsbron, 2010.

Kvarteret Bajonetten är ett kvarter på Östermalm i Stockholm. Kvarteret begränsas av Storgatan i norr, av Narvavägen och Fredrikshovsgatan i väster och av Strandvägen i söder och öster. Kvarteret bestod ursprungligen av tio fastigheter; Bajonetten 1–9 och 11 där Bajonetten 6 och 8 slogs ihop till en fastighet med nr 6. Fastigheterna Bajonetten 1, 11, 9, 6 och 7 (från väst till öst) vetter mot Strandvägen och Djurgårdsbrunnsviken.

## Historik
I områdets västra del låg på 1700-talet skeppsvarvet Terra nova. Efter varvets namn bildades storkvarteret Terra Nova Större, som sträckte sig ända upp till Storgatan och mellan Grev Magnigatan i väster och ungefär fram till dagens Oxenstiernsgatan i öster. På 1800-talet hade Svea livgarde sina kaserner och exercisplats här.
Kvarteret Bajonetten bildades på 1880-talet i ett område där tidigare Fredrikshov slotts park och trädgård låg som sträckte sig ner till Ladugårdslandsviken intill Gamla Djurgårdsbron. Mitt genom blivande Bajonetten gick Djurgårdsvägen som vid den tiden började vid Storgatan. I öster anslöt Gamla Skogsinstitutets byggnader och park (nuvarande Nobelparken) vilken dock inte berördes av kvartersbildningen. För övrigt var området obebyggt.
På 1860- och 1870-talen rätades Ladugårdslandsvikens oregelbundna strandlinje ut genom omfattande utfyllningar och en rak stensatt kajkant. En första stadsplan för Bajonetten fastställdes redan 1861, följd av ändrade stadsplaner 1885 och 1911 samt planen från 1940 som fortfarande gäller. Fram till 1914 slutade Strandvägen här, i höjd med Storgatan, och Kavallerivägen tog vid. Kvartersnamnet Bajonetten tillhör tillsammans med grannkvarteren Korporalen, Sergeanten och Beväringen ett 60-tal liknande kvartersnamn vilka anknöt till den tidigare militära verksamheten som fortfarande idag påminner om den långa militära epoken på Östermalm.

### Kvarteret genom tiden

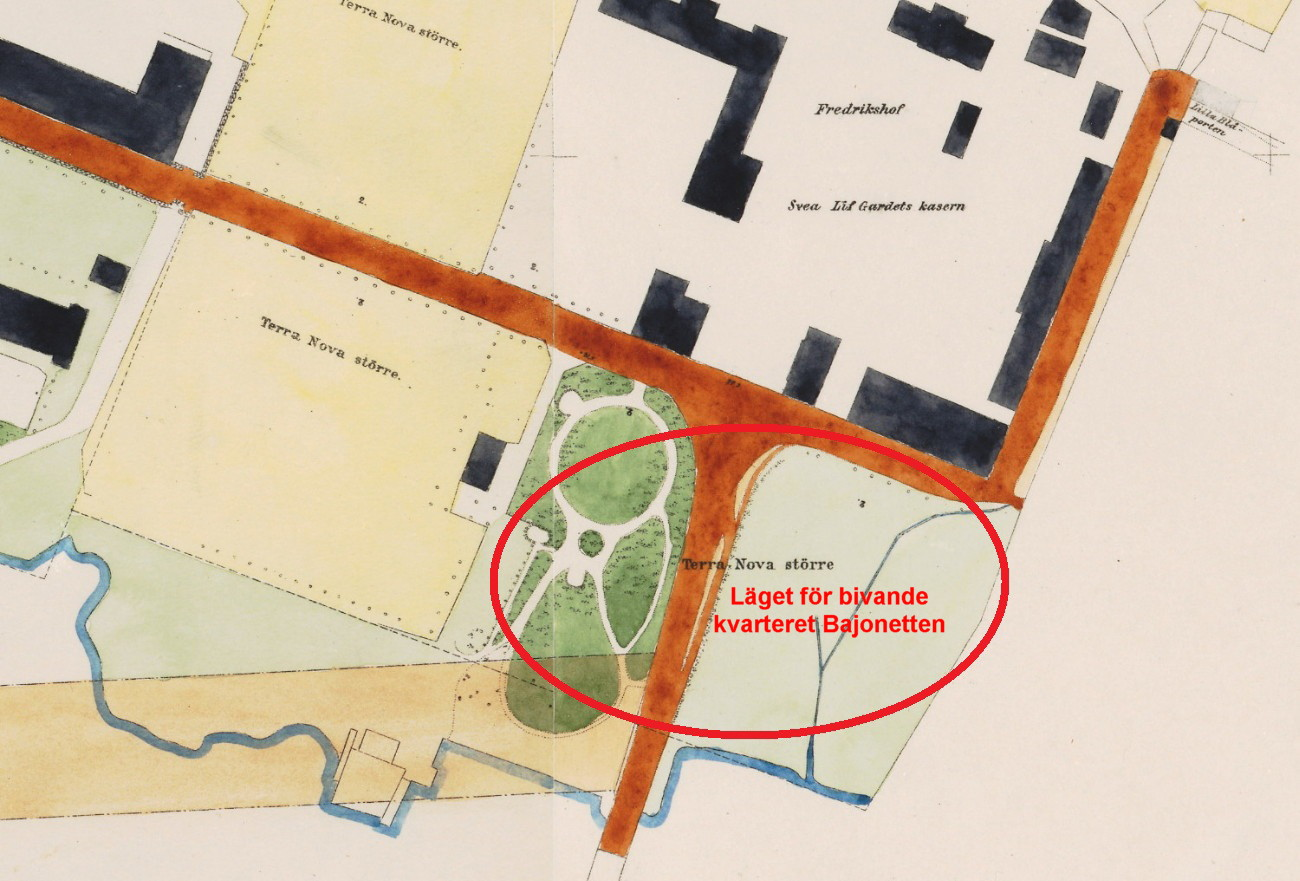
1863.
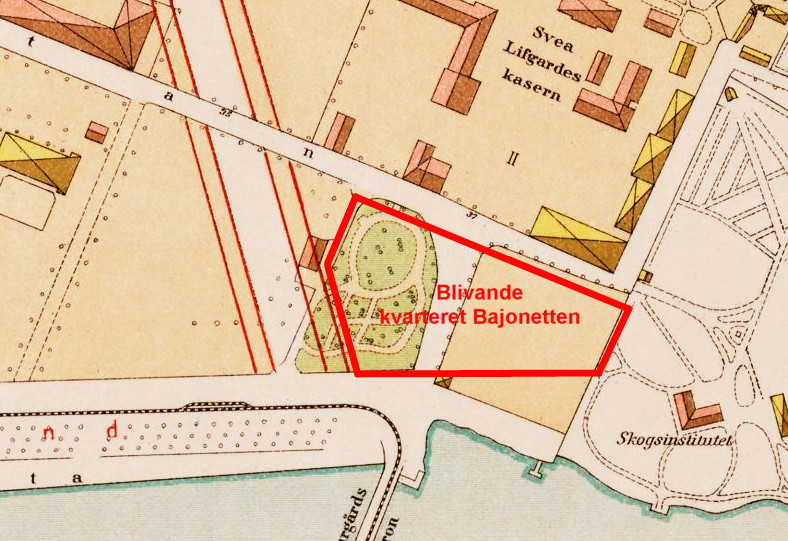
1885.
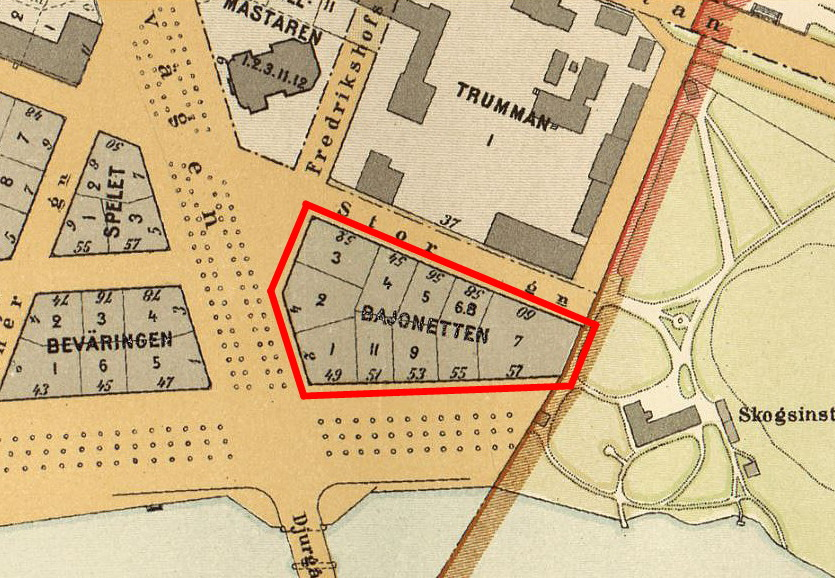
1899.
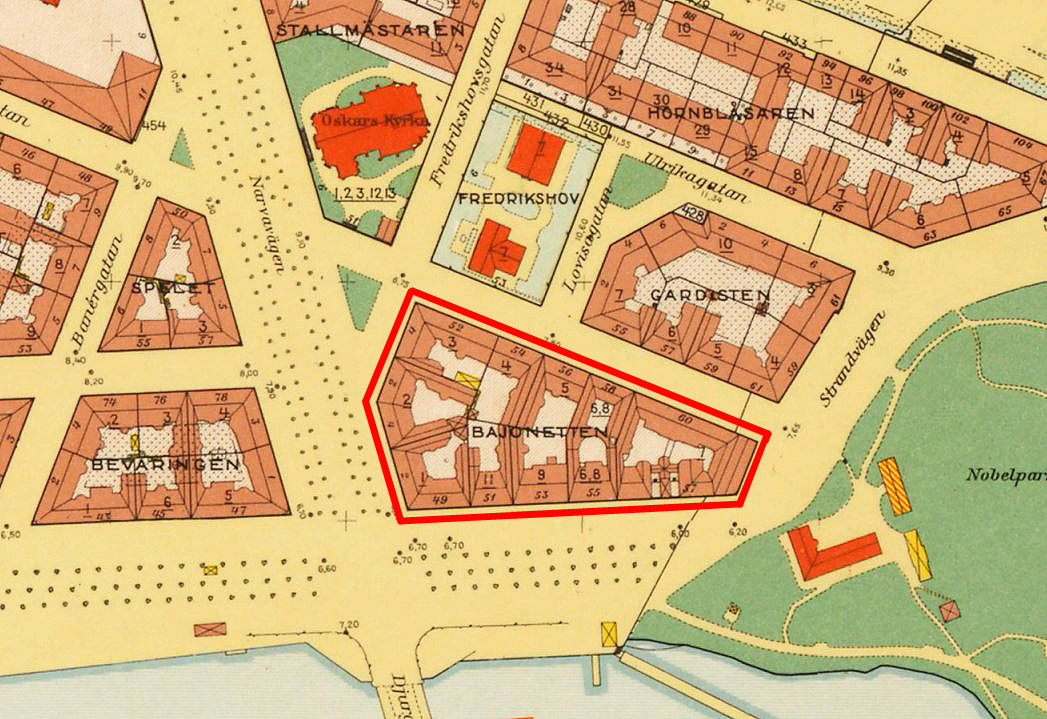
1940.

### Bajonettens fastigheter

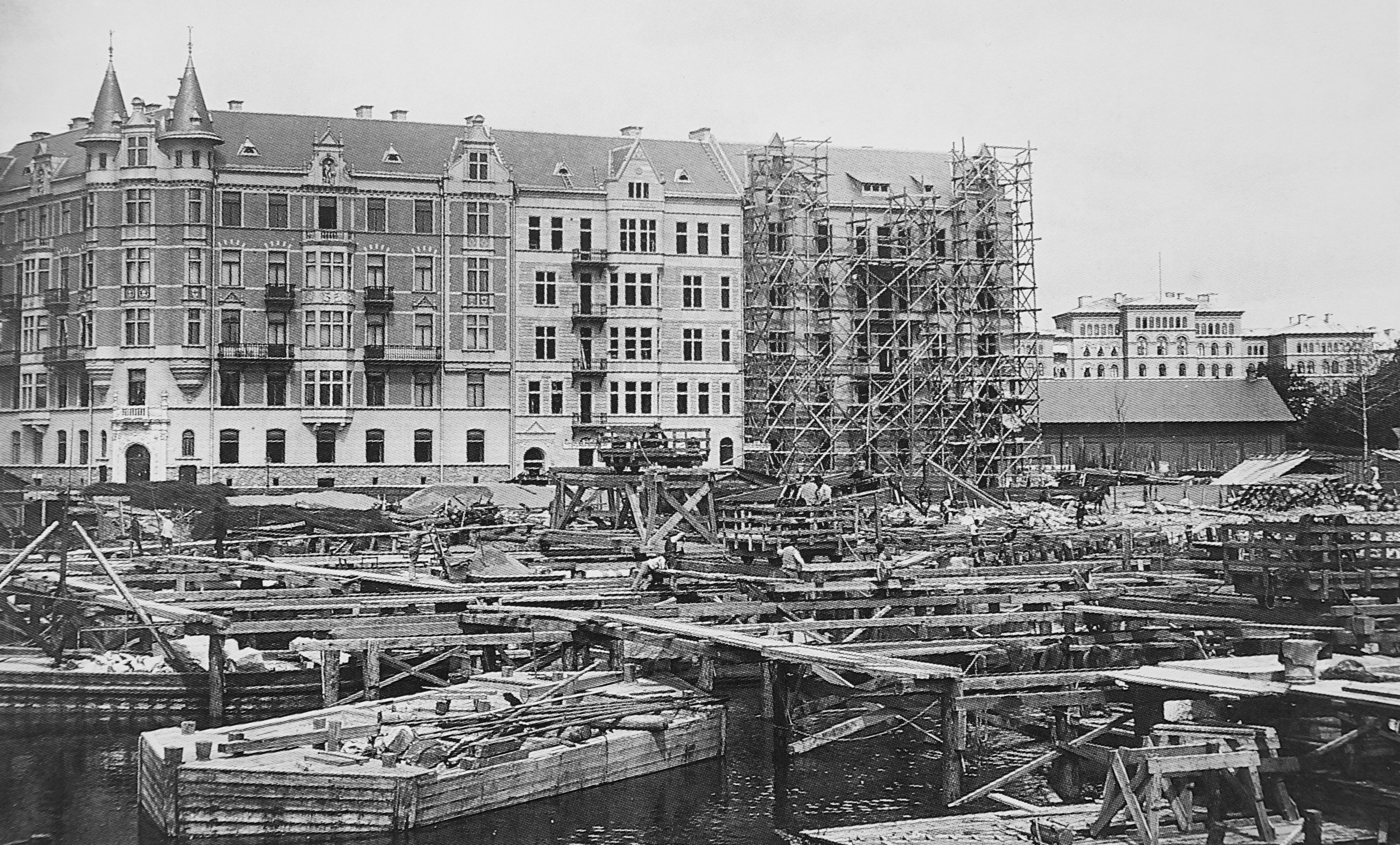
Kvarteret Bajonetten under uppförande 1896, Bajonetten 1 och 11 är färdiga, Bajonetten 9 har fasadställningar. Bajonetten 6 (von Rosenska palatset) är inte påbörjat, inte heller Bajonetten 7. Byggarbeten med Djurgårdsbron pågår i förgrunden.

- Bajonetten 1, Strandvägen 49, byggår 1895, arkitekt Sam Kjellberg.[4]
- Bajonetten 2, Narvavägen 4, byggår 1896, arkitekt Sam Kjellberg.[5]
- Bajonetten 3, Fredrikshovsgatan 4, byggår 1898, arkitekt Ullrich & Hallquisth.[6]
- Bajonetten 4, Storgatan 54, byggår 1896, arkitekt Carl Österman.[7]
- Bajonetten 5, Storgatan 56, byggår 1897, arkitekt Carl Österman.[8]
- Bajonetten 6, Storgatan 58 och Strandvägen 55, känd som von Rosenska palatset, byggår 1897, arkitekt Isak Gustaf Clason.[9]
- Bajonetten 7, Strandvägen 57, Storgatan 60, byggår 1899, arkitekt Ludvig Peterson och Ture Stenberg.[10]
- Bajonetten 9, Strandvägen 53, byggår 1897, arkitekt Sam Kjellberg.[11]
- Bajonetten 11, Strandvägen 51, arkitekt Sam Kjellberg.[12]

### Bebyggelsens kulturhistorisk klassificering
Kvarterets bebyggelse präglades av två av Stockholms stora byggherrar och fastighetsägare: grosshandlaren Isaak Hirsch som bebyggde Bajonetten 1, 2, 9 och 11 samt byggmästaren Carl Oscar Lundberg som uppförde Bajonetten 7. Tre fastigheter (nr 6, 7 och 11) är blåmärkta av Stadsmuseet i Stockholm vilket betyder "att bebyggelsen bedöms ha synnerligen höga kulturhistoriska värden". Övriga fastigheter är grönmärkta och bedöms av Stadsmuseet som "särskilt värdefulla från historisk, kulturhistorisk, miljömässig eller konstnärlig synpunkt".

### Bilder, kvarterets fyra hörnbyggnader

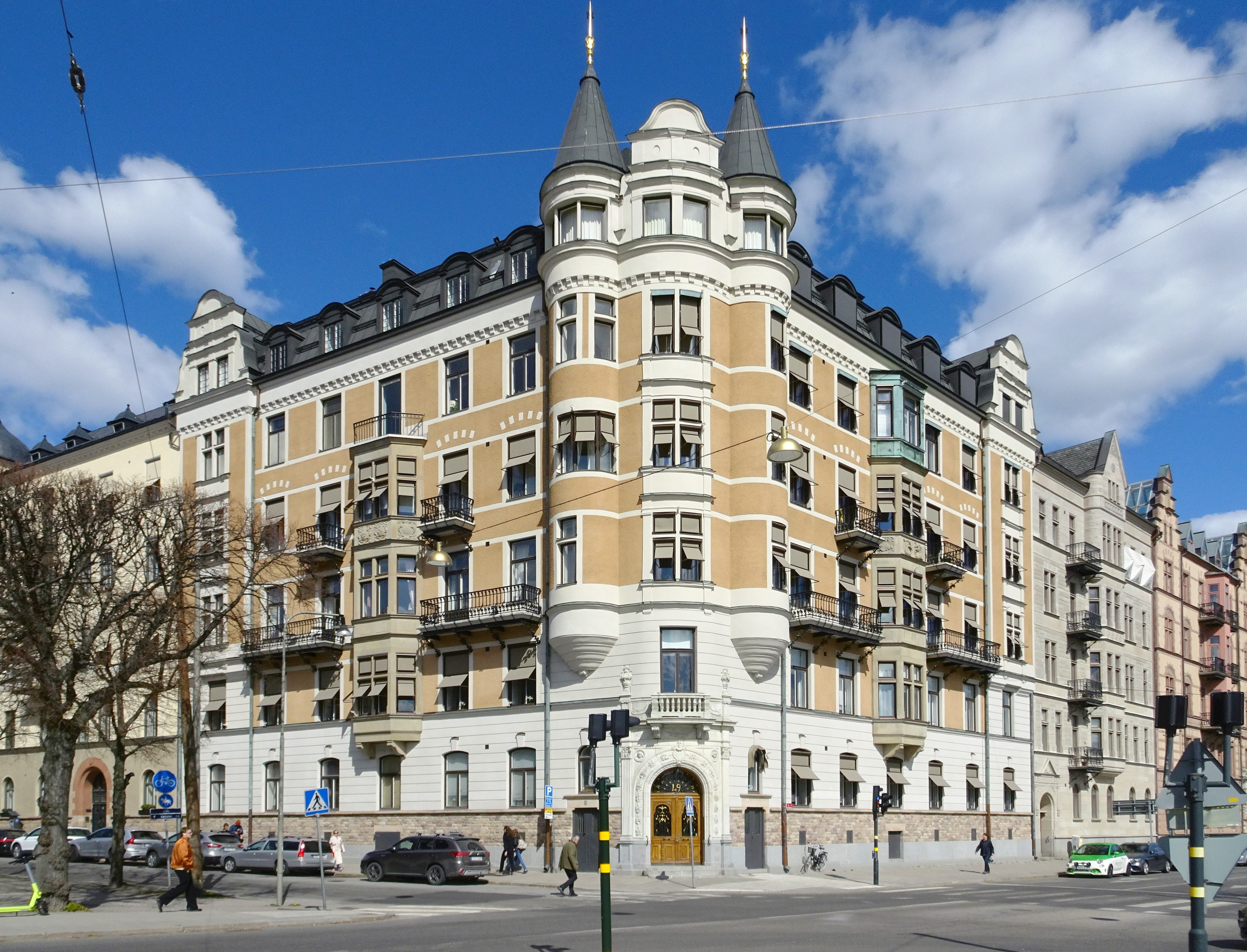
Bajonetten 1.
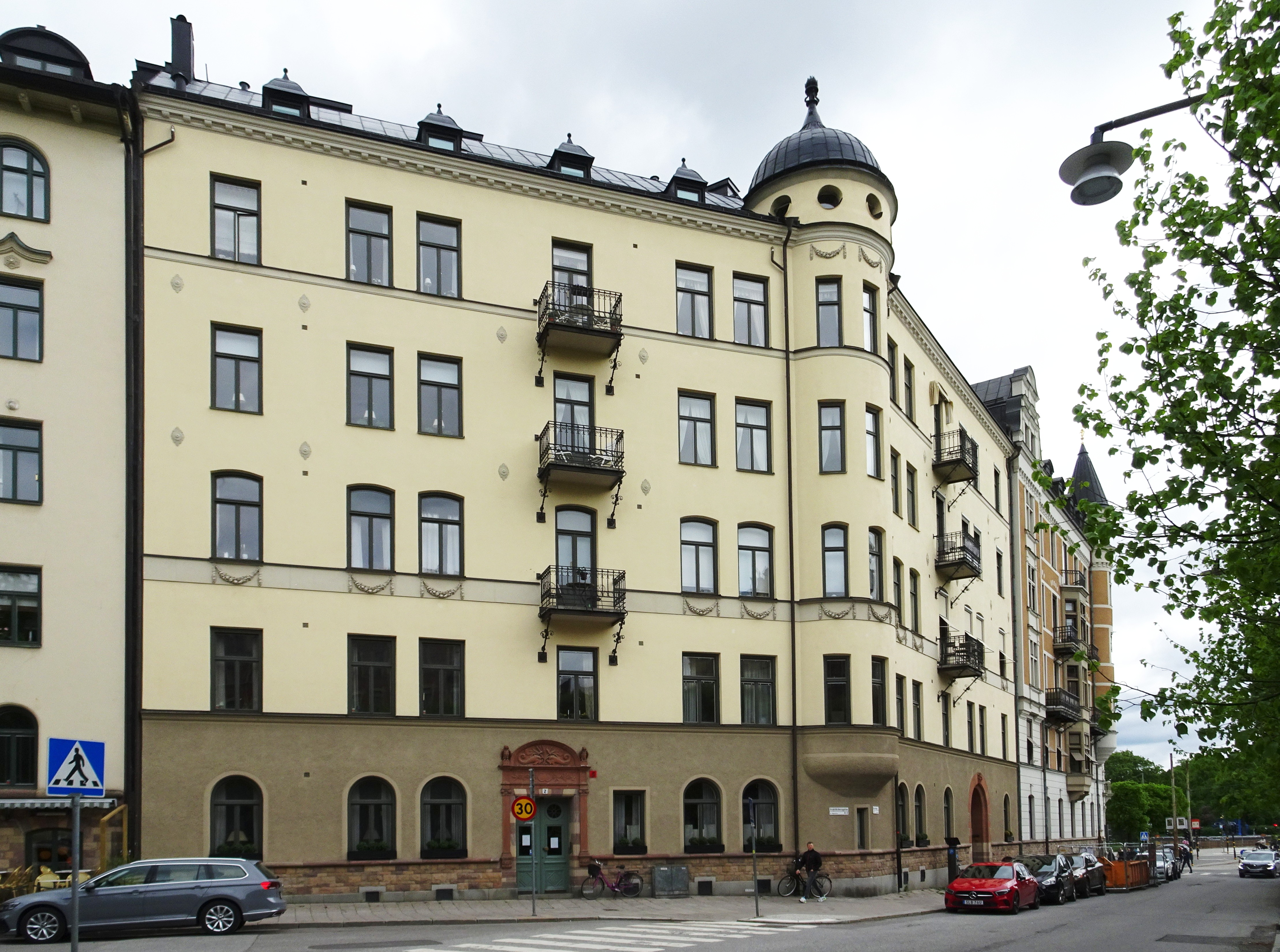
Bajonetten 2.
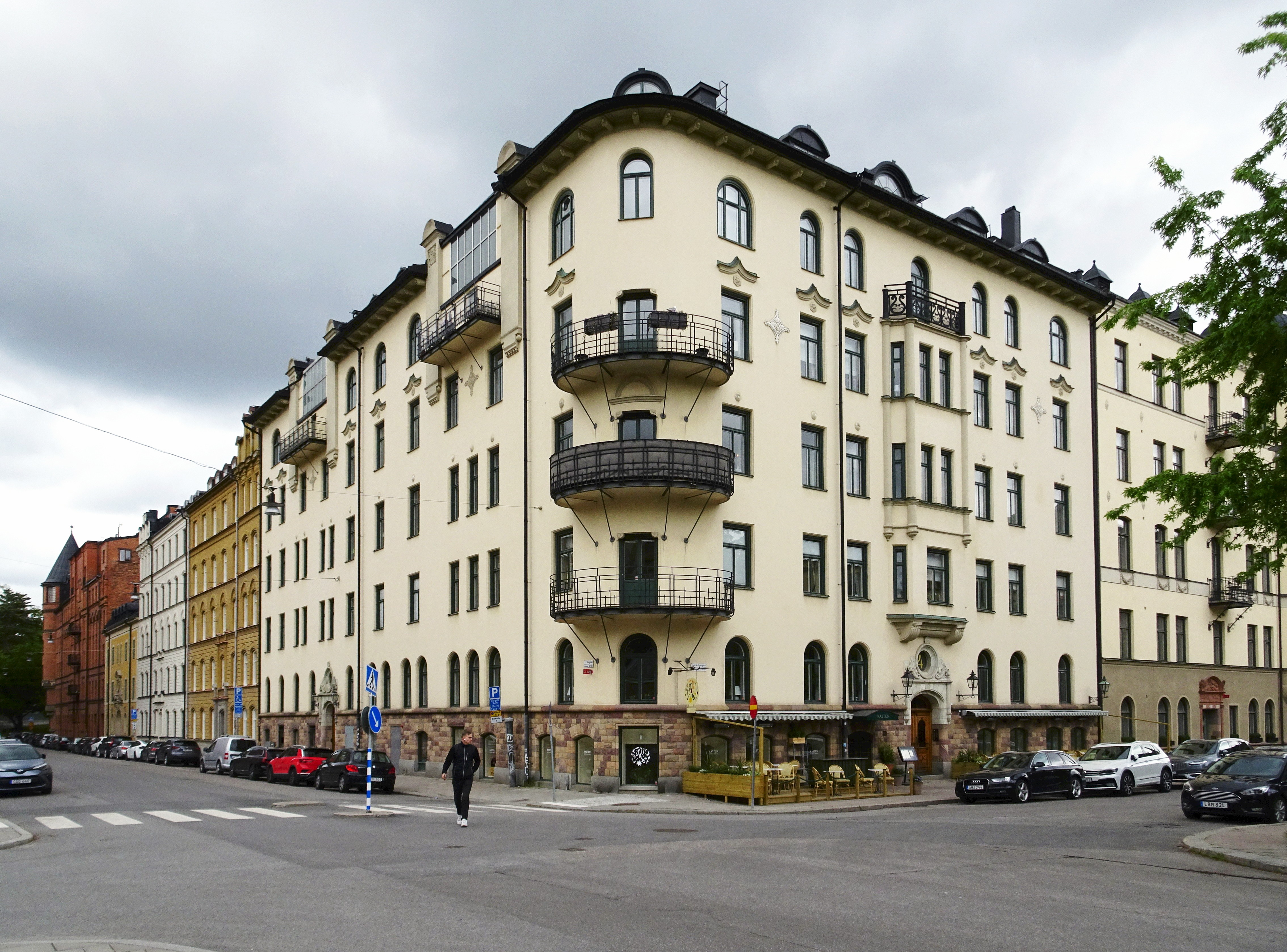
Bajonetten 3.
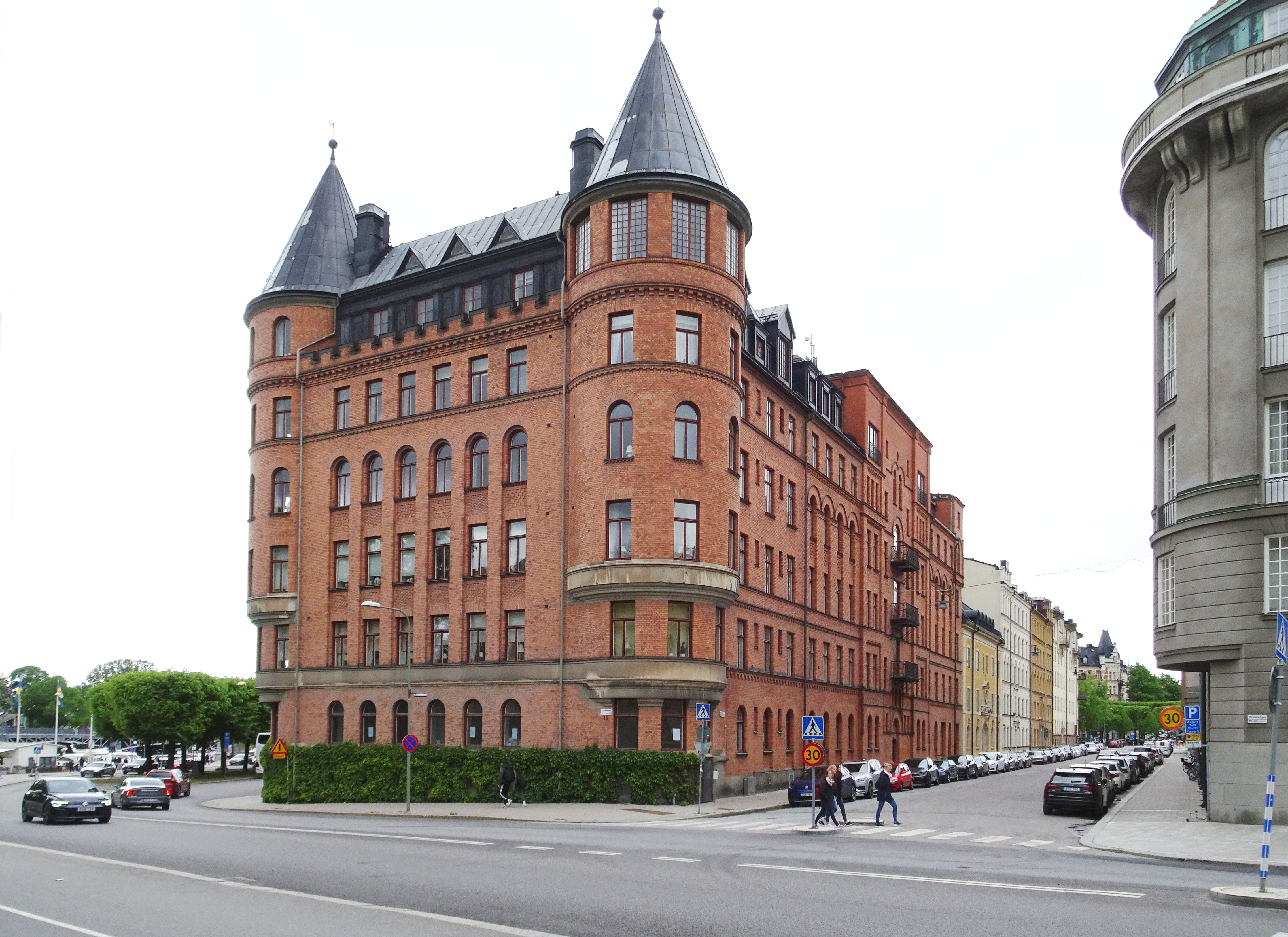
Bajonetten 7.